# Recubrimiento (matemática)
En matemáticas, y más particularmente en teoría de conjuntos, un recubrimiento (o cubrimiento) de un conjunto {\displaystyle X} es una familia de subconjuntos de {\displaystyle X} cuya unión es todo {\displaystyle X}. Más formalmente, si {\displaystyle C=\lbrace U_{\alpha }:\alpha \in A\rbrace } es una familia indexada de subconjuntos {\displaystyle U_{\alpha }\subset X} (indexados por el conjunto {\displaystyle A}), entonces {\displaystyle C} es un recubrimiento de {\displaystyle X} si {\displaystyle \bigcup _{\alpha \in A}U_{\alpha }\supseteq X}. Por lo tanto, la colección {\displaystyle \lbrace U_{\alpha }:\alpha \in A\rbrace } es un recubrimiento de {\displaystyle X} si cada elemento de {\displaystyle X} pertenece al menos a uno de los subconjuntos {\displaystyle U_{\alpha }}.
Un subrecubrimiento de un recubrimiento de un conjunto es un subconjunto del recubrimiento que también cubre el conjunto. Un recubrimiento se denomina recubrimiento abierto si cada uno de sus elementos es un conjunto abierto.

## Recubrimiento en topología
Los recubrimientos se utilizan comúnmente en el contexto de la topología. Si el conjunto {\displaystyle X} es un espacio topológico, entonces un recubrimiento {\displaystyle C} de {\displaystyle X} es una colección de subconjuntos {\displaystyle \{U_{\alpha }\}_{\alpha \in A}} de {\displaystyle X} cuya unión es el espacio entero {\displaystyle X}. En este caso, se dice que {\displaystyle C} recubre {\displaystyle X}, o que los conjuntos {\displaystyle U_{\alpha }} recubren {\displaystyle X}.
Además, si {\displaystyle Y} es un subespacio (topológico) de {\displaystyle X}, entonces un recubrimiento de {\displaystyle Y} es una colección de subconjuntos {\displaystyle C=\{U_{\alpha }\}_{\alpha \in A}} de {\displaystyle X} cuya unión contiene a {\displaystyle Y}, es decir, {\displaystyle C} es un recubrimiento de {\displaystyle Y} si
{\displaystyle Y\subseteq \bigcup _{\alpha \in A}U_{\alpha }.}
Es decir, se puede recubrir {\displaystyle Y} con conjuntos en el propio {\displaystyle Y} o con conjuntos en el espacio padre {\displaystyle X}.
Sea C un recubrimiento de un espacio topológico X. Un subrecubrimiento de C es un subconjunto de C que todavía recubre a X.
Se dice que C es un recubrimiento abierto
si cada uno de sus miembros es un conjunto abierto (es decir, cada Uα está contenido en T, donde T es la topología en X).
Se dice que un recubrimiento de X es localmente finito si cada punto de X tiene un entorno que interseca solo conjuntos finitos del recubrimiento. Formalmente, C = {Uα} es localmente finito si para cualquier {\displaystyle x\in X,} existe algún entorno N(x) de x tal que el conjunto
{\displaystyle \left\{\alpha \in A:U_{\alpha }\cap N(x)\neq \varnothing \right\}}
es finito. Se dice que un recubrimiento de X es puntualmente finito si cada punto de X está contenido solo en un número finito de conjuntos del recubrimiento. Un recubrimiento es puntualmente finito si es localmente finito, aunque lo inverso no es necesariamente cierto.

## Refinamiento
Un refinamiento de un recubrimiento {\displaystyle C} de un espacio topológico {\displaystyle X} es un nuevo recubrimeinto {\displaystyle D} de {\displaystyle X} tal que cada conjunto en {\displaystyle D} está contenido en algún conjunto en {\displaystyle C}. Formalmente,
{\displaystyle D=\{V_{\beta }\}_{\beta \in B}} es un refinamiento de {\displaystyle C=\{U_{\alpha }\}_{\alpha \in A}} si para todo {\displaystyle \beta \in B} existe {\displaystyle \alpha \in A} tal que {\displaystyle V_{\beta }\subseteq U_{\alpha }.}
En otras palabras, hay una aplicación de refinamiento {\displaystyle \phi :B\to A} que satisface {\displaystyle V_{\beta }\subseteq U_{\phi (\beta )}} para cada {\displaystyle \beta \in B.}. Esta aplicación se utiliza, por ejemplo, en la cohomología de Čech de {\displaystyle X}.
Cada subrecubrimiento es también un refinamiento, pero lo opuesto no siempre es cierto. Un subrecubrimiento se genera a partir de los conjuntos que forman parte del recubrimiento, pero omitiendo algunos de ellos; mientras que un refinamiento se hace a partir de cualquier conjunto que sea un subconjunto de los conjuntos del recubrimiento.
La relación de refinamiento en el conjunto de recubrimientos de {\displaystyle X} es transitiva y reflexiva.
En términos generales, un refinamiento de una estructura dada es otra que en algún sentido la contiene. Se pueden encontrar ejemplos al realizar particiones de un intervalo (un refinamiento de {\displaystyle a_{0}<a_{1}<\cdots <a_{n}} es {\displaystyle a_{0}<b_{0}<a_{1}<a_{2}<\cdots <a_{n-1}<b_{1}<a_{n}}), considerando topologías (el topología estándar en el espacio euclídeo es un refinamiento de la topología trivial). Al subdividir complejos simpliciales (la primera subdivisión baricéntrica de un complejo simplicial es un refinamiento), la situación es ligeramente diferente: cada símplex en el complejo más fino es una cara de algún símplex en el más grueso, y ambos tienen poliedros subyacentes iguales.
Otra noción de refinamiento es la de refinamiento en estrella.

## Subrecubrimiento
Una forma sencilla de obtener un subrecubrimiento es omitir los conjuntos contenidos en otro conjunto en el recubrimiento. Considérense específicamente los recubrimientos abiertos. Sea {\displaystyle {\mathcal {B}}} una base topológica de {\displaystyle X} y {\displaystyle {\mathcal {O}}} un recubrimiento abierto de {\displaystyle X}. Primero, se toma {\displaystyle {\mathcal {A}}=\{A\in {\mathcal {B}}:{\text{there exists }}U\in {\mathcal {O}}{\text{tal que }}A\subseteq U\}.} Entonces, {\displaystyle {\mathcal {A}}} es un refinamiento de {\displaystyle {\mathcal {O}}}. A continuación, para cada {\displaystyle A\in {\mathcal {A}},} se selecciona un {\displaystyle U_{A}\in {\mathcal {O}}} que contenga a {\displaystyle A} (requiriendo el axioma de elección). En consecuencia, {\displaystyle {\mathcal {C}}=\{U_{A}\in {\mathcal {O}}:A\in {\mathcal {A}}\}} es un subrecubrimiento de {\displaystyle {\mathcal {O}}.} Por lo tanto, la cardinalidad de un subrecubrimiento de un recubrimiento abierto puede ser tan pequeña como la de cualquier base topológica. Por lo tanto, en particular, la segunda numerabilidad implica que un espacio es de Lindelöf.

## Compacidad
El lenguaje de los recubrimientos se utiliza a menudo para definir varias propiedades topológicas relacionadas con la compacidad. Se dice que un espacio topológico X es:
- Compacto: si cada recubrimiento abierto tiene un subrecubrimiento finito (o, equivalentemente, que cada recubrimiento abierto tiene un refinamiento finito).
- De Lindelöf: si cada recubrimiento abierto tiene un subrecubrimiento numerable (o, equivalentemente, que cada recubrimiento abierto tiene un refinamiento numerable).
- Metacompacto: si cada recubrimiento abierto tiene un refinamiento abierto puntualmente finito.
- Paracompacto: si cada recubrimiento abierto admite un refinamiento abierto localmente finito.

Para ver más variaciones, consúltense los artículos anteriores.

## Dimensión de un recubrimiento
Se dice que un espacio topológico X es de dimensión de recubrimiento de Lebesgue n si cada recubrimiento abierto de X tiene un refinamiento abierto puntualmente finito tal que ningún punto de X está incluido en más de n+1 conjuntos en el refinamiento y si n es el valor mínimo para el cual esto es cierto. Si no existe tal n mínimo, se dice que el espacio es de dimensión de recubrimiento infinita.